# سرگو هامبارتسومیان
سارگیس "سرگو" آلکساندری هامبارتسومیان (ارمنی: Սարգիս "Սերգո" Ալեքսանդրի Համբարձումյան؛  زاده ۲۵ ژانویهٔ ۱۹۱۰ – درگذشته ۱۳ آوریل ۱۹۸۳) وزنه‌بردار مرد اهل ارمنستان بود. 

## زندگی شخصی
وی در ۲۵ ژانویهٔ ۱۹۱۰ در بیست به دنیا آمد. وی همچنین برنده جوایزی همچون نشان برجسته افتخار و قهرمان ورزشی اتحاد شوروی شد. وی در ۱۳ آوریل ۱۹۸۳ در سن ۷۳ سالگی در مسکو بر اثر نارسایی قلبی درگذشت. وی در ایروان به خاک سپرده شد.

## نتایج مهم
| سال  | مکان          | وزن | یک ضرب (ک‌گ) | یک ضرب (ک‌گ) | یک ضرب (ک‌گ) | یک ضرب (ک‌گ) | یک ضرب (ک‌گ) | دوضرب (ک‌گ) | دوضرب (ک‌گ) | دوضرب (ک‌گ) | دوضرب (ک‌گ) | دوضرب (ک‌گ) | مجموع | رتبه  |
| سال  | مکان          | وزن | ۱           | ۲           | ۳           | نتیجه       | رتبه        | ۱          | ۲          | ۳          | نتیجه      | رتبه       | مجموع | رتبه  |
| ---- | ------------- | --- | ----------- | ----------- | ----------- | ----------- | ----------- | ---------- | ---------- | ---------- | ---------- | ---------- | ----- | ----- |
| ۱۹۴۶ | پاریس، فرانسه | ک‌گ  |             |             |             | '           | -           |            |            |            | '          | -          | ۳۷۰   | ۵ام   |
|      |               |     |             |             |             |             |             |            |            |            |            |            |       |       |
| ۱۹۳۸ | وین، اتریش    | ک‌گ  |             |             |             | '           | -           |            |            |            | '          | -          | '     | ۱۶۷.۵ |

## یادداشت
1. ↑  Grigory Simonyan